# Chen Xiaoting
Chen Xiaoting (en chino: 陈晓婷; 11 de enero de 1991) es una deportista china que compitió en halterofilia. Ganó tres medallas en el Campeonato Mundial de Halterofilia entre los años 2009 y 2015.

## Palmarés internacional
| Campeonato Mundial | Campeonato Mundial       | Campeonato Mundial | Campeonato Mundial |
| Año                | Lugar                    | Medalla            | Categoría          |
| ------------------ | ------------------------ | ------------------ | ------------------ |
| 2009               | Goyang (Corea del Sur)   | Medalla de plata   | 53 kg              |
| 2010               | Antalya (Turquía)        | Medalla de oro     | 53 kg              |
| 2015               | Houston (Estados Unidos) | Medalla de plata   | 53 kg              |